# Anand (Indie)
Anand – miasto w Indiach, w stanie Gudźarat. W 2011 roku liczyło 288 095 mieszkańców.
W mieście swoją siedzibę ma największa w Indiach spółdzielnia mleczarka - Amul. 